# Simone Böhme
Simone Böhme (* 17. August 1991 in Randers) ist eine dänische Handballspielerin, die dem Kader der dänischen Nationalmannschaft angehört.

## Karriere
Simone Böhme wurde erstmals im Alter von 17 Jahren von Randers HK in der höchsten dänischen Spielklasse eingesetzt. Mit Randers gewann sie 2010 den EHF-Pokal sowie 2012 die dänische Meisterschaft. 2012 wechselte die Außenspielerin zu Silkeborg-Voel KFUM, um dort mehr Spielanteile zu erhalten. Ab der Saison 2015/16 stand sie beim dänischen Verein Viborg HK unter Vertrag. Im Januar 2017 wechselte Böhme zum rumänischen Erstligisten CSM Bukarest. Mit Bukarest gewann sie 2017 die rumänische Meisterschaft und belegte den dritten Platz beim Final Four der EHF Champions League. Im Sommer 2017 schloss sie sich dem ungarischen Erstligisten Siófok KC an. Mit Siófok gewann sie 2019 den EHF-Pokal. In der Saison 2022/23 stand sie beim türkischen Erstligisten Kastamonu Belediyesi GSK unter Vertrag. Mit Kastamonu gewann sie 2023 die türkische Meisterschaft. Anschließend schloss sie sich dem rumänischen Erstligisten CSM Târgu Jiu an. Im Dezember 2023 wurde sie von dänischen Erstligisten Ikast Håndbold verpflichtet, um den verletzungsbedingten Ausfall von Cecilie Brandt zu kompensieren. Im Sommer 2024 wechselte sie zum rumänischen Erstligisten HC Dunărea Brăila.
Böhme bestritt 52 Länderspiele für die dänische Nationalmannschaft, in denen sie 59 Treffer erzielte. Bei der Weltmeisterschaft 2021 gewann sie die Bronzemedaille.